# 长萼蛇根草
长萼蛇根草（学名：Ophiorrhiza medogensis）为茜草科蛇根草属下的一个种。

## 扩展阅读
- 維基物種上的相關：长萼蛇根草